# Symmius azumai
Symmius azumai is een pissebed uit de familie Chaetiliidae. De wetenschappelijke naam van de soort is voor het eerst geldig gepubliceerd in 2008 door Nunomura.